# شامگاه‌زی

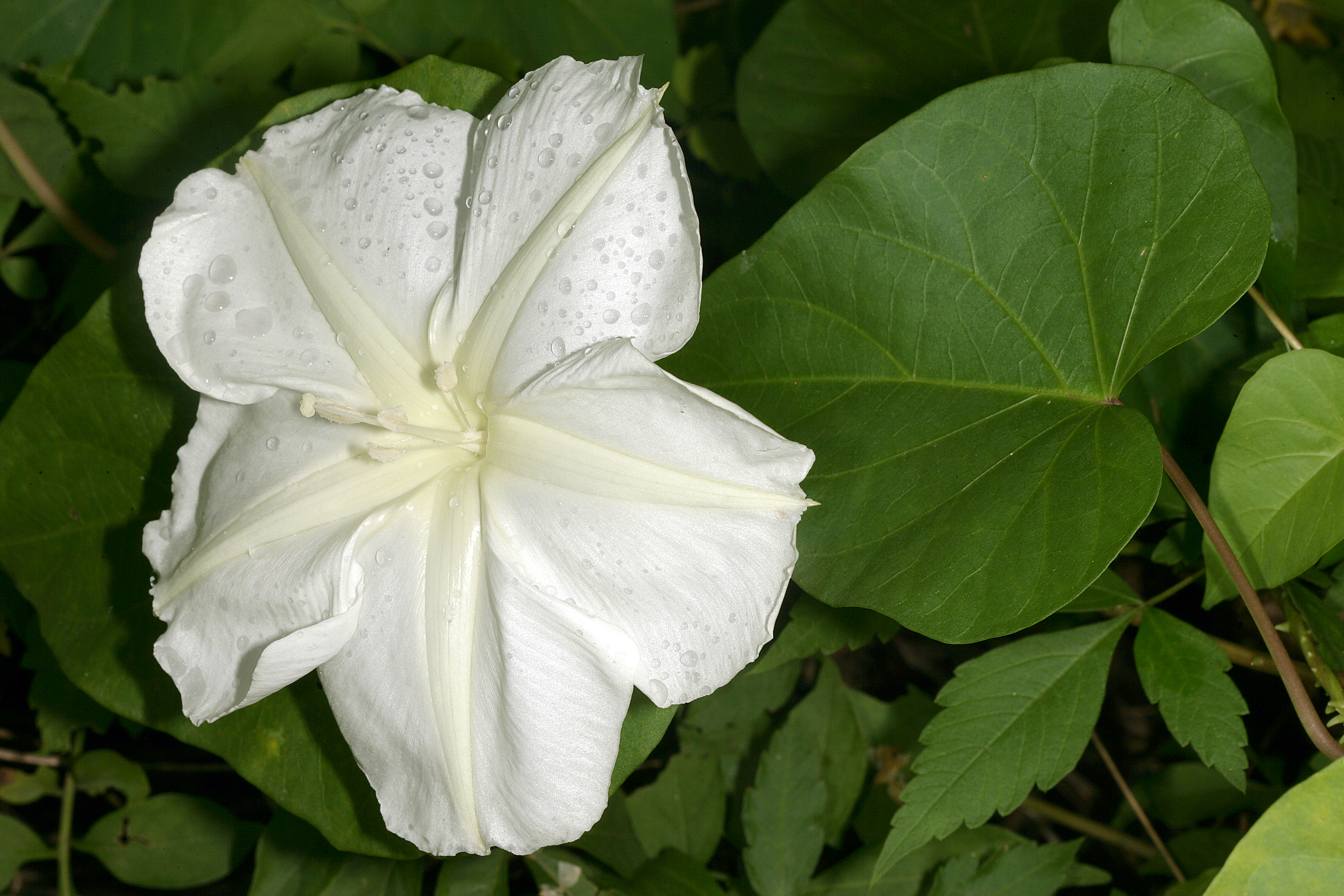
Ipomoea alba گیاهی است که در خانواده صبحگاهی، Convolvulaceae قرار دارد. مانند بسیاری از گیاهان شب شکوفه، گرده‌افشانی با پروانه است.

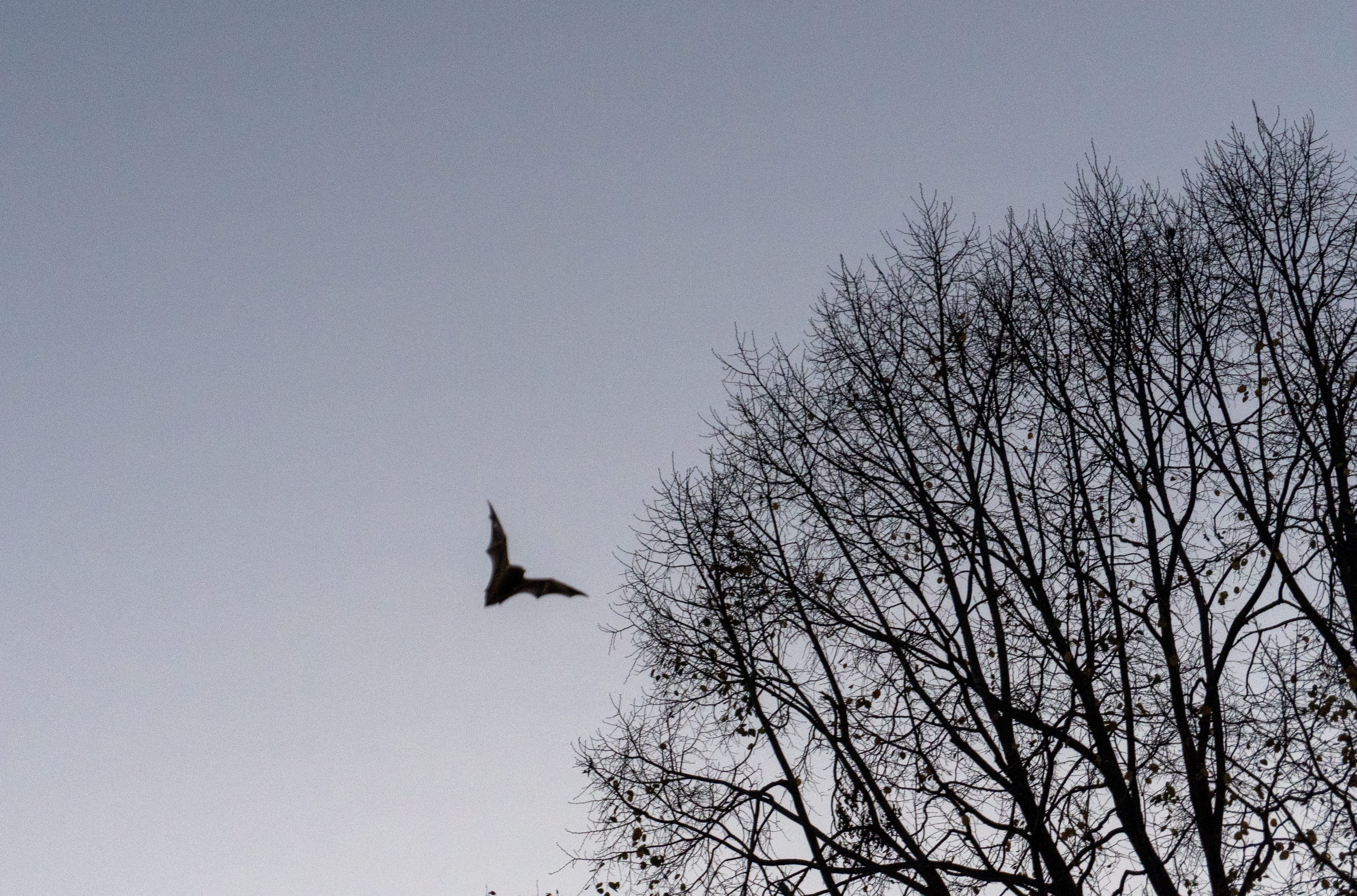
یک خفاش در هنگام غروب پرواز می‌کند

شامگاه‌زی (به انگلیسی: Vespertine) اصطلاحی است که در زیست‌شناسی برای نشان دادن چیزی مربوط به یا رخ دادن در شامگاه (عصر) استفاده می‌شود. در گیاه‌شناسی، گل شامگاهی گلی است که در شامگاه (عصر) باز یا شکوفا می‌شود. در جانورشناسی، این اصطلاح برای جانورانی استفاده می‌شود که در زمان غروب خورشید فعال می‌شوند، مانند خفاش‌ها و جغدها. با این حال، به بیان دقیق، این اصطلاح به این معنی است که فعالیت در ساعات تاریکی کامل متوقف می‌شود و تا عصر روز بعد از سر نمی‌گیرد. فعالیتی که در طول شب ادامه دارد را باید شب‌گرد توصیف کرد.